# 雅典戰爭博物館
雅典戰爭博物館（希臘語：Πολεμικό Μουσείο）是希臘首都雅典的一座博物館。

## 历史
成立於1975年7月18日。這座博物館是希臘軍隊的博物館，目地是展示兵器文物和研究戰爭史。博物館的收藏範圍涵蓋了各個時期的戰爭史。除了希臘之外，雅典戰爭博物館也收藏有其他國家的戰爭文物。博物館共擁有四層展區。

## 外部連結
- Official website
- City of Athens
- www.greece-athens.com （页面存档备份，存于）

37°58′31″N 23°44′43″E / 37.97528°N 23.74528°E